# 마술선배
《마술선배》(魔術先輩, 일본어: 手品先輩)는 아즈가 원작한 일본의 만화이다. 《주간 영 매거진》(코단샤)에서 2016년 13월호부터 연재 중이다.

## 줄거리
마술을 좋아하는데 실패율 100%, 미인이지만 허당에 조금 야릇한 선배의 마술 숏 개그!

## 등장인물
선배 (先輩) 
성우 - 혼도 카에데
조수 (助手) 
성우 - 이치카와 아오이
언니 (お姉ちゃん) 
성우 - 아카네야 히미카
담임선생이라고 부른다.
사키 (咲ちゃん) 
성우 - 키타무라 에리
마사시 (まさし) 
성우 - 나미카와 다이스케
마다라 (斑さん) 
성우 - 타카하시 리에